# José Dias de Macedo
José Dias de Macedo (Camocim, 8 de Agosto de 1919 - Fortaleza, 6 de dezembro de 2018) foi um empresário e político brasileiro.

## Biografia
Estudou no educandário Fênix Caixeiral e formou-se em economia pela Universidade do Ceará em 1945.
Comerciante e industrial, filiado ao Partido Social Democrático (PSD), em outubro de 1958 elegeu-se deputado federal pelo Ceará na legenda das Oposições Coligadas, que reunia o PSD, o Partido Trabalhista Brasileiro (PTB) e o Partido de Representação Popular (PRP). Assumiu o mandato em fevereiro de 1959, e reelegeu-se em outubro de 1962, dessa vez na legenda União pelo Ceará, entre o PSD e a União Democrática Nacional (UDN). Com a extinção dos partidos políticos pelo Ato Institucional nº 2 (27/10/1965) e a posterior instauração do bipartidarismo, filiou-se à Aliança Renovadora Nacional (Arena), em cuja legenda foi reeleito em novembro de 1966. No pleito seguinte (15/11/1970), elegeu-se suplente do senador pelo Ceará Virgílio Távora, na legenda da Arena, deixando a Câmara ao final de seu terceiro mandato de deputado (31/1/1971).
Abandonando a vida pública, desde então passou a dedicar-se apenas a atividades empresariais. Em setembro de 2009 presidia as organizações J. Macedo, grupo de atuação nacional por ele criado e gerido, formado por um conglomerado de empresas de veículos, tecidos, equipamentos, pneus e alimentos.
Foi também proprietário da Companhia Distribuidora Agro-Industrial, da Companhia Importadora de Automóveis e Peças, da S.A. Gazeta de Notícias, do Frigorífico Industrial de Fortaleza S.A. e de outras empresas no interior do Ceará. Ao longo de sua trajetória profissional tornou-se membro do Conselho Empresarial Brasil–Estados Unidos e Brasil–México, além de sócio da Associação Comercial do Estado do Ceará e do Lions Clube de Fortaleza.
Casou-se com Maria Proença de Macedo, com quem teve oito filhos.

## Homenagens e distinções
- Título Honorífico de Cidadão de Fortaleza;
- Troféu Sereia de Ouro;
- Destaque Empresarial – 1976;
- Prêmio Tendência – Setor Pioneirismo – 1976;
- Medalha da Abolição – 1977 (mais alta comenda conferida pelo governo do estado do Ceará);
- Medalha do Mérito Industrial - FIEC em 1979.